# Баришева Наталія Здиславівна
Наталія Здиславівна Ба́ришева (нар. 22 липня 1946, Одеса) — українська балерина, педагог.

## Біографія
Народилася 22 липня 1946 року в місті Одесі. 1962 року закінчила Одеську балетну школу. Протягом 1963—1989 років — провідна солістка Одеського театру опери та балету. У 1984 році закінчила Державний інститут театрального мистецтва у Москві за фахом «педагог-балетмейстер» (клас Марини Семенової).
Протягом 1986–1994 років та від 2000 року — балетмейстер-репетитор, у 1995–1999 роках — художній керівник балету Одеського театру опери та балету. Одночасно з 1997 року — завідувач відділу хореографії Одеського училища культури та мистецтва.

## Творчість
партії
- Кармен («Кармен-сюїта» Жоржа Бізе — Родіона Щедріна);
- Саррі («Стежкою грому» Кари Караєва);
- Одетта–Оддилія, Аврора («Лебедине озеро», «Спляча красуня» Петра Чайковського);
- Анна («Анна Кареніна» Родіона Щедріна);
- Нікія, Кітрі («Баядерка», «Дон Кіхот» Людвіга Мінкуса);
- Дездемона («Отелло» Олексія Мачаваріані);
- Егіна і Фрігія («Спартак» Арама Хачатуряна);
- Раймонда, Жізель («Раймонда», «Жізель» Олександра Глазунова);
- Фея, Перо, («Попелюшка», «Підпоручик Кіже», Сергія Прокоф'єва);
- Конделас («Любов-чарівниця» Мануеля де Фалья);
- Жаклін («Я ім'я твоє пишу» Франсіса Пуленка);
- Фані («Великий вальс» Йоганна Штрауса);
- Зарема («Бахчисарайський фонтан» Бориса Асафьєва).

знялась у кінофільмах
- 1985 — «Маскарад» (фільм-балет);
- 1996 — «Властивості дев'ятки» (короткометражний)[1].

З трупою Одеського театру опери і балету гастролювала в Канаді, В'єтнамі, Іспанії, Італії, Китаї, Фінляндії, Єгипті, Португалії, Болгарії, Греції та інших країнах.

## Відзнаки
- Народна артистка УРСР з 1979 року;
- Почесне звання «Жінка десятиліття» в номінації «Культура і мистецтво» (2000)[1];
- Золота медаль «Незалежність України» (2003)[1];
- Орден княгині Ольги III ступеня (2007)[1][2];
- Почесна відзнака Одеського міського голови «Трудовая слава» (розпорядження Одеського міського голови № 915-01 р від 28 серпня 2013 року)[2].